# Armengol II de Urgel
Armengol II de Urgel (1009 - Jerusalém, 1038) "O peregrino" foi Conde de Urgel de 1011 até 1038 ano da sua morte.

## Biografia
sucedeu ao seu pai no governo do condado ainda criança. O seu tio Raimundo Borel I de Barcelona, foi o seu tutor até 1018.
Com a ajuda de seu tio Armengol II conseguiu reconquistar uma boa parte das terras do sul, designadamente: Montmagastre, Alós, Malagastre, Rubió e Artesa. 
Recebeu também ajuda do Bispo de Urgel, chamado Ermengol, e que ocupou o Bispado de Urgel entre 1010 e 1035, que o ajudou a reconquistar e a repovoar a zona de Guissona antes de 1015. Recebeu igualmente ajuda de Arnau Mir de Tost, que por sua vez ocupou o Castelo do Vale de Áger em 1034. Dos reis de Lérida e de Saragoça recebeu diversos tributos; tendo no entanto cedido parte deles à Igreja de Urgel.
Como muitos dos contemporâneos de Ermengol II fez uma viagem à Terra Santa, lugar onde foi encontrar a morte, na cidade de Jerusalém, corria o ano de 1038.

## Relações familiares
Foi filho de Armengol I de Urgel (975 - 1010), conde de Urgel e de Tietberge da Provença, filha de Robaldo de Arles (900 -?) e de Ermengarda da Aquitânia. Casou por duas vezes, a primeira com Arsenda de quem não teve filhos e a segunda com Constânça Velasquita de Besalu (1009 -?) de quem teve:
1. Armengol III de Urgel, conde de Urgel casado por três vezes, a primeira com Adelaide de Besalu e a segunda com Clemence de Bigorre, filha de Bernardo II de Bigorre e a segunda com Sancha de Navarra, infanta de Navarra.